# Ganoderma fassioides
Ganoderma fassioides är en svampart som beskrevs av Steyaert 1961. Ganoderma fassioides ingår i släktet Ganoderma och familjen Ganodermataceae.   Inga underarter finns listade i Catalogue of Life.